# Тахер аль-Мазри
Тахер аль-Мазри (араб. طاهر المصري‎, род. 1942, Наблус, Палестина) — премьер-министр Иордании с 19 июня 1991 года по 21 ноября 1991 года.
Его отец имеет египетские корни, о чём и свидетельствует его фамилия аль-Мазри (египтянин). Мать ливанского происхождения, из влиятельной семьи Ас-Сольх. Был воспитан в духе арабского единства.
После учёбы в ВУЗе учился в США, в Северном Техасском университете. С июля 1965 до марта 1973 года работал в Центральном банке Иордании (Central Bank of Jordan).
В мае 1973 года избран членом Палаты представителей Иордании и тогда же назначен на пост государственного министра по делам оккупированных территорий (до ноября 1974 года). Также входил в парламент в январе 1984 – июле 1988 и ноябре 1989 – ноябре 1997. В ноябре 1989 – январе 1991 и ноябре 1992 – июле 1993 – председатель комитета по иностранным делам Палаты представителей. С ноября 1993 по октябрь 1994 председатель Палаты представителей. В сентябре 1998 – октябре 2009 – член Сената, в декабре 2009 – октябре 2013 – председатель Сената.
С апреля 1975 по август 1978 был послом в Испании, с ноября 1978 по май 1983 – во Франции, с июня 1983 по январь 1984 – в Великобритании. С октября 1979 по май 1983 – постоянный представитель Иордании при ЮНЕСКО.
С января 1984 по декабрь 1988 года был министром иностранных дел. Эту же должность занимал во второй раз с января по июнь 1991 года. С апреля по сентябрь 1989 – заместитель премьер-министра, государственный министр по экономическим вопросам. С июня по ноябрь 1991 – премьер-министр и министр обороны.
С марта 2002 года уполномоченный до делам гражданского общества Лиги арабских государств в Каире.
Возражал против вторжения США в Ирак, но потом высказывался за их пребывание там, чтобы страна «не попала в руки фундаменталистов».
Женат, имеет сына и дочь.